# August van Anhalt-Plötzkau
August van Anhalt-Plötzkau (Dessau, 14 juli 1575 - Plötzkau, 22 augustus 1653) was een jongere zoon van hertog Joachim Ernst van Anhalt en Eleonora van Württemberg. Na de verdeling van vorstendom Anhalt en na afsplitsing van Anhalt-Bernburg, werd August hertog van Anhalt-Plötzkau. August was een vredelievend vorst, die zich buiten de vele Europese conflicten hield zich bezighield met scheikunde. Hij werd in 1626 door de keizer aangeduid om tussen te komen in het geschil tussen de keurvorst van Brandenburg en de keurvorst van de Palts.
August was in 1618 gehuwd met Sybilla van Solms-Laubach (1590-1659),
en was vader van:
- Johanna (1618-1676)
- Ernst Gottlieb (1620-1654)
- Lebrecht (1622-1669)
- Dorothea (1623-1637)
- Ehrenpreis (1625-1626)
- Sophia (1627-1679)
- Elisabeth (1630-1692)
- Emanuel (1631-1670).